# Venera 1965A
Venera 1965A foi uma tentativa de mandar uma sonda a Vénus, possivelmente semelhante à Venera 2. Acredita-se que a nave explodiu porque o seu lançador SL-6/A-2-e falhou.
Lançada em 23 de novembro de 1965 pela URSS. Uma falha do veículo lançador provocou a explosão da nave, ou seja, a missão falhou.